# 羽南
羽南（はなん、2004年8月11日 - ）は、日本の女性プロレスラー。栃木県下野市出身。スターダム所属。血液型A型。

## 来歴

### デビュー〜ルーキー卒業まで（2017～2020年）
- 2017年に練習生としてスターダムに入門、中学入学後の4月9日、新木場1stRING大会で、同期のルアカ相手にデビュー戦を行う。（5分52秒、網打ち式原爆固めによりルアカの勝利）

- 同年に行われたルーキー・オブ・スターダムは渋沢四季に敗れ新人王はならず。

- その後、2019年5月から2021年3月13日にかけて、腰椎分離症や高校受験、家庭の事情で休業と復帰を繰り返す。

### 「フューチャー・オブ・スターダム」王者へ（2021〜2022年）
- 2021年12月29日の両国国技館大会で琉悪夏からフューチャー・オブ・スターダム王座を奪取。その後、2022年10月9日に壮麗亜美相手に王座陥落するまで、最多となる10度の防衛に成功した[1]。

- 2022年3月11日、品川インターシティホールで開催されたスターダムの新設した若手大会、『NEW BLOOD 1』に参戦。飯田沙耶と組み、JTO代表として参加した稲葉ともか、Aoi組に勝利[2]。

- 7月30日開幕の5★STAR GP 2022に初出場を果たすが、開幕から10連敗とまさかの不振。終盤の9月24日にようやく初白星を上げ、結局2勝10敗でリーグ戦を終えた。

### シンデレラトーナメント優勝 & ゴッデス王者へ（2023〜2025年）
- 2023年4月に高校を卒業し、プロレスラーに専念[1]。4月23日の「ALLSTAR GRAND QUEENDOM 2023」では髪を一部金に染めた姿で登場した[3]。

- 7月22日から行われた5★STAR GP 2023に、マライア・メイと共に予選のランブル戦から勝ち上がり[4]、2年連続の出場。3勝6敗と勝ち星を伸ばしてリーグ戦を終える[5]。

- 9月29日、「FIBREPLEX presents NEW BLOOD 11」にて、飯田沙耶とのタッグ「wing★gori」で3way戦を制してNEW BLOODタッグ王座を獲得した[6]。

- 2024年3月20日、名古屋国際会議場にて開催された「STARDOM Cinderella tournament 2024」優勝決定戦で壮麗亜美を破り初優勝。ワンダー・オブ・スターダム王座への挑戦をアピールした[7]。
- 4月27日、横浜BUNTAIで安納サオリのワンダー王座に挑戦するも敗北。
- 12月8日、『第14回 GODDESSES OF STARDOM ～タッグリーグ戦』を飯田沙耶とのタッグチーム「wing★gori」で初優勝。
- 12月29日、『STARDOM DREAM QUEENDOM 2024』両国国技館大会にて、飯田＆羽南のタッグチーム「wing★gori」で渡辺桃＆テクラ組からゴッデス・オブ・スターダム王座を奪取。
- 2025年4月28日、STARS結成からリーダーとして活動していた岩谷麻優が突如としてSTARDOMを退団。さらに、葉月とコグマもSTARSから脱退。再編が一気に進む形となった結果、羽南がSTARSの2代目リーダーとなる。

## 人物
- スターダム3姉妹の長女で、2つ下の双子の妹には吏南、妃南がいる。
- 羽南 & 吏南の姉妹タッグ名は「水と油」。
- マライア・メイと『ドリーム・タッグ・フェスティバル 2023』でタッグチーム「ザ・フューチャー」を結成した際はコスチューム・メイクを交換した[8]。
- 好きな食べ物は、牛タン、寿司、ラーメン。
- 趣味はドラマ鑑賞、ピラティス。

## 得意技
バックドロップ・ホールド
セブンティーン
当時17歳だった2021年12月29日、琉悪夏戦にて初披露。この技でフューチャー王座初戴冠となった。
ブロンコバスター
コーナーに座っている相手に股ぐらからぶつかっていく技。当てたあとに腰を振るのが特徴。
2023年2月26日、この技を得意とする夏すみれを相手に初披露し、それ以降も稀に使用している。
はなまるクラッチ
ローリングハイキック
払い腰
ダブルアーム・サルト
フェイマサー
ダンデライオン
変型前方倒れ込み式逆片エビ固め
ブロックバスターホールド
ランニングエルボースマッシュ

## タイトル歴
スターダム
- 第8代フューチャー・オブ・スターダム王座
- 第2代NEW BLOODタッグ王座
  - w / 飯田沙耶
- 第35代ゴッデス・オブ・スターダム王座
  - w / 飯田沙耶
- 2024年STARDOM Cinderella tournament 優勝
- 2024年GODDESSES OF STARDOM 優勝
  - w / 飯田沙耶

## 入場テーマ曲
Full throttle
現在の入場曲。曲名はスターダム公式アプリから。
ヴィクトリー・ゴング
2代目の入場曲。
羽ばたけHANAN
デビュー時からの入場曲。